# Ейвон (Іллінойс)
Ейвон (англ. Avon) — селище (англ. village) в США, в округах Фултон і Воррен штату Іллінойс. Населення — 704 особи (2020).

## Географія
Ейвон розташований за координатами 40°39′43″ пн. ш. 90°26′7″ зх. д. / 40.66194° пн. ш. 90.43528° зх. д. (40.662033, -90.435210).  За даними Бюро перепису населення США в 2010 році селище мало площу 1,18 км², уся площа — суходіл.

## Демографія
Згідно з переписом 2010 року, у селищі мешкало 799 осіб у 338 домогосподарствах у складі 218 родин. Густота населення становила 680 осіб/км².  Було 380 помешкань (323/км²).
Расовий склад населення:
| - 96,9 % — білих - 0,1 % — корінних американців - 0,1 % — чорних або афроамериканців |

До двох чи більше рас належало 2,8 %. Частка іспаномовних становила 1,5 % від усіх жителів.
За віковим діапазоном населення розподілялося таким чином: 23,8 % — особи молодші 18 років, 55,4 % — особи у віці 18—64 років, 20,8 % — особи у віці 65 років та старші. Медіана віку мешканця становила 41,4 року. На 100 осіб жіночої статі у селищі припадало 94,4 чоловіків;  на 100 жінок у віці від 18 років та старших — 88,5 чоловіків також старших 18 років.
Середній дохід на одне домашнє господарство  становив 59 225 доларів США (медіана — 44 500), а середній дохід на одну сім'ю — 73 105 доларів (медіана — 52 656). Медіана доходів становила 40 625 доларів для чоловіків та 27 813 долари для жінок. За межею бідності перебувало 14,1 % осіб, у тому числі 22,7 % дітей у віці до 18 років та 2,8 % осіб у віці 65 років та старших.
Цивільне працевлаштоване населення становило 321 осіб. Основні галузі зайнятості: освіта, охорона здоров'я та соціальна допомога — 30,5 %, виробництво — 19,6 %, роздрібна торгівля — 13,4 %, транспорт — 11,5 %.